# Skovvikke
Skovvikke (Vicia sylvatica), også skrevet Skov-Vikke, er en 80-150 cm lang, krybende urt med hvid- og violetstribede blomster. Den hører hjemme i løvskove, hvor den vokser i skovbunden og bidrager til skovens kvælstofforsyning ved hjælp af sin symbiose med kvælstofsamlende bakterier i rødderne.

## Beskrivelse
Skovvikke er en flerårig, urteagtig plante med en krybende til opstigende vækst. Stænglen er kantet og bærer bladene spredtstillet. De er elliptiske med 6-9 par elliptiske eller ovale småblade og en eller flere klatretråde. Bladranden er hel, og begge bladsider er græsgrønne. Bladenes fodflige er tandede.
Blomstringen foregår i juni-august, hvor man finder blomsterne samlet i endestillede klaser, der hver består af 5-20 blomster. De er 5-tallige og uregelmæssige (typiske ærteblomster) med hvide kronblade, som har netværk af violette årer. Frugterne er mørkebrune bælge med mange frø.
Rodsystemet består af en kraftig, lodret pælerod og mange, grove siderødder. Planten er afhængig af samliv med én eller flere arter af kvælstofsamlende bakterier. Omvendt bidrager skovvikke til at forsyne skovens planter med kvælstof.
Højde x bredde og årlig tilvækst: 0,80 x 0,25 m (80 x 25 cm/år).

## Hjemsted
Skovvikke er udbredt i Centralasien og det meste af Europa. I Danmark er den sjælden, men kan findes over hele landet. Arten er knyttet til voksesteder i fuld sol eller halvskygge med en middelfugtig og næringsfattig jordbund. Derfor træffer man den i krat, skove og på overdrev.
På øen Skye vest for Skotland findes arten i et stort højmoseområde med spredte træer og buske sammen med bl.a. alm. agermåne, ene, kongebregne, alm. rosenrod, bærperikon, engnellikerod, fruebær, hjortetunge, kærhøgeskæg, skovpadderok, strandlimurt og tvebo star
| Portal | Portal:Botanik |

## Note
1. ↑  www.jmt.org: Ben og Alison Averis: Vegetation Survey of the Southern Part of Strathaird Estate, Island of Skye (engelsk)